# Uniwersum Herbranda
Uniwersum Herbranda – dla formuły rachunku predykatów pierwszego rzędu to uniwersum składające się z wszystkich zamkniętych termów złożonych ze stałych i symboli funkcyjnych występujących w formule. Jeśli formuła nie zawiera żadnych stałych, dodaje się do uniwersum dowolną stałą, żeby nie było ono puste.
Jeśli formuła zawiera choć jeden symbol funkcyjny o argumentowości większej niż 0, uniwersum Herbranda jest zbiorem nieskończonym. Uniwersum Herbranda jest zawsze co najwyżej przeliczalne.

## Przykłady
- {\displaystyle x,} {\displaystyle y} – pewne zmienne
- {\displaystyle c,} {\displaystyle d} – pewne stałe
- {\displaystyle f,} {\displaystyle g} – pewne funkcje jednoargumentowe

{\displaystyle R(x,c)\lor R(d,y)}
Uniwersum Herbranda to {\displaystyle \{c,d\}.}
{\displaystyle R(x,c)\land \neg R(d,f(y))}
Uniwersum Herbranda to {\displaystyle \{c,f(c),f(f(c)),f(f(f(c))),\dots \}.}
{\displaystyle R(x,c)\land R(d,f(y))\land R(f(c),g(x))}
Uniwersum Herbranda to {\displaystyle \{c,d,f(c),f(d),g(c),g(d),f(f(c)),f(g(c)),g(f(c)),f(f(d)),\dots \}}
{\displaystyle x>0\implies s(x)>s(0)}
Uniwersum Herbranda to {\displaystyle \{0,s(0),0>0,s(s(0)),s(0)>0,0>s(0),s(0)>s(0),s(s(0))>s(0),\dots \}}
Przykłady dla formuł bez stałych:
{\displaystyle R(x)\lor R(y)}
Uniwersum Herbranda to {\displaystyle \{c\}.} ({\displaystyle c} – dodana stała)
{\displaystyle x>y\implies s(x)>s(y)}
{\displaystyle x>y\implies x+z>y+z}
Uniwersum Herbranda to {\displaystyle \{c,s(c),c+c,s(s(c)),s(c)+c,c+s(c),s(c)+s(c),s(s(c))+s(c),\dots \}.} ({\displaystyle c} – dodana stała)